# کورنو دی ژسرو
کورنو دی ژسرو (به لاتین: Corno di Gesero) یک کوه در سوئیس است. کورنو دی ژسرو ۲٬۲۲۷ متر بالاتر از سطح دریا واقع شده‌است.